# Leptomorphus lepidus
Leptomorphus lepidus är en tvåvingeart som beskrevs av Loïc Matile 1997. Leptomorphus lepidus ingår i släktet Leptomorphus och familjen svampmyggor. Inga underarter finns listade i Catalogue of Life.